# Cung xỉ cánh nhỏ
Cyrtomium micropterum là một loài thực vật có mạch trong họ Dryopteridaceae. Loài này được (Kunze) Ching miêu tả khoa học đầu tiên năm 1935.